# Edmund Padechowicz
Edmund Padechowicz (ur. 16 listopada 1890 w Rachwałowicach, zm. 5 marca 1978 w Kielcach) – polski krajoznawca, regionalista, działacz społeczny, w latach 1935–1939 burmistrz Chęcin.

## Życiorys
Urodził się 16 listopada 1890 r. w Rachwałowicach na Ziemi Miechowskiej; syn Pawła i Marii z domu Staszkiewicz. Ojciec był organistą i stroicielem fortepianów. W 1911 wstąpił do kieleckiego oddziału Polskiego Towarzystwa Krajoznawczego. Był współpracownikiem Tadeusza Szymona Włoszka, twórcy powstałego w 1908 w Kielcach Muzeum Krajoznawczego. Działał w sekcji organizacyjno – wycieczkowej. Jednocześnie wchodził w skład Zarządu Oddziału PTK, pełniąc w nim przez wiele lat funkcję sekretarza.
Końcowy okres I wojny światowej spędził na terenie powiatu pińczowskiego. Po zakończeniu wojny był słuchaczem Wolnej Wszechnicy Polskiej w Łodzi. W 1920 wrócił do Kielc i włączył się ponownie do pracy w PTK. Działał także w innych organizacjach społecznych. Należał m.in. do Towarzystwa Przyjaciół Szpitalika Dziecięcego w Kielcach. Był jednym z założycieli organizacji „Społem”. W 1924 z inicjatywy Urzędu Konserwatorskiego powołany został Komitet Odbudowy Zespołu Pobenedyktyńskiego na Świętym Krzyżu. Pełnił w nim funkcję skarbnika. Dzięki tej inicjatywie zniszczony w czasie wojny kościół na Świętym Krzyżu pokryto dachem. W 1926 objął funkcję prezesa Kieleckiego Oddziału PTK. Podczas jego prezesury podjęto uchwałę o utworzeniu w Kielcach wielooddziałowego muzeum regionalnego. Włączył się do organizacji ekspozycji muzealnych. W 1926 r. wspólnie z Martą Hubicką urządził wystawę polskiej książki. W okresie międzywojennym pracował jako urzędnik w Sejmiku Powiatowym w Kielcach.
Od 1935 do wybuchu II wojny światowej był burmistrzem Chęcin. Z jego inicjatywy podjęto wówczas akcję zadrzewiania Góry Zamkowej. W skromnej kasie miasta znalazł fundusze na przeprowadzenie najniezbędniejszych prac mających na celu zabezpieczenie ruin chęcińskiego zamku. Ostatnie lata wojny spędził na Węgrzech.
W 1945 po powrocie do kraju rozpoczął pracę w Powiatowej Radzie Narodowej w Kielcach kierując referatem aprowizacji. Podjął wówczas także wraz z innymi kieleckimi regionalistami starania o reaktywowanie PTK. Po utworzeniu w 1950 r. Polskiego Towarzystwa Turystyczno-Krajoznawczego przez pierwsze jedenaście lat nieprzerwanie pełnił funkcje wiceprezesa Zarządu Okręgu w Kielcach, a następnie sekretarza. Miał osobisty udział w rozwoju ruchu turystycznego w regionie świętokrzyskim.
Jego działalność była wysoko oceniana przez władze państwowe i turystyczne. Podczas obchodów 50-lecia PTK w dniach 2–3 grudnia 1956 odznaczony został złotym Krzyżem Zasługi „Za długoletnią działalność społeczną na odcinku krajoznawstwa”. Otrzymał wówczas także Złotą Honorową Odznakę PTTK. Walny Zjazd PTTK obradujący 17 kwietnia 1977 w Warszawie nadał mu godność Członka Honorowego PTTK.
Zmarł w Kielcach 5 marca 1978 r. i pochowany został na kieleckim cmentarzu Starym.
Na podstawie uchwały zarządu Oddziału Świętokrzyskiego PTTK w Kielcach z dnia 12 lipca 1983 niebieski szlak turystyczny Chęciny – Łagów otrzymał imię Edmunda Padechowicza.